# هارولد أونيل (عالم نفس)
هارولد أونيل (بالإنجليزية: Harold O'Neil)‏ هو عالم نفس أمريكي، ولد في 1943.